# Heterusia dichroata
Heterusia dichroata là một loài bướm đêm trong họ Geometridae.